# Testament (singel Nany Mizuki)
TESTAMENT – trzydziesty szósty singel japońskiej piosenkarki Nany Mizuki, wydany 19 lipca 2017 roku. Ukazał się tego samego dnia co singel Destiny’s Prelude.
Utwór tytułowy został użyty jako opening anime Senki zesshō Symphogear AXZ, „ACROSS” została wykorzystana jako piosenka przewodnia gry na iOS/Android – Tales of Asteria: Tsuioku no Eden, a „Phantasm” użyto w reklamach sieci restauracji Nakau. Singel osiągnął 2 pozycję w rankingu Oricon i pozostał na liście przez 11 tygodni, sprzedał się w nakładzie 43 918 egzemplarzy.

## Lista utworów
| Nr | Tytuł                          | Słowa            | Kompozycja                          | Aranżacja                        | Czas |
| -- | ------------------------------ | ---------------- | ----------------------------------- | -------------------------------- | ---- |
| 1. | "TESTAMENT"                    | Nana Mizuki      | Noriyasu Agematsu (Elements Garden) | Junpei Fujita (Elements Garden)  |      |
| 2. | "ACROSS"                       | Eriko Yoshiki    | Eriko Yoshiki, Daisuke Kahara       | Hitoshi Fujima (Elements Garden) |      |
| 3. | "Phantasm" (jap. ファンタズム) | Takeshi Kagayama | Takeshi Kagayama                    | Kōichirō Takahashi               |      |

## Notowania
| Lista                             | Najwyższa pozycja |
| --------------------------------- | ----------------- |
| Oricon Weekly Singles Chart       | 2                 |
| Billboard Japan Hot 100           | 2                 |
| Billboard Japan Hot Animation     | 1                 |
| Billboard Japan Hot Singles Sales | 2                 |